# Friedrich Caspar Kropff
Friedrich Caspar Kropff (* 8. August 1808; † 14. Februar 1867) war Besitzer der Olsberger Hütte und liberaler Abgeordneter im preußischen Abgeordnetenhaus.

## Leben
Sein Vater war Dr med. Caspar Arnold Kropff (1777–1850). Dieser war ursprünglich Apotheker und später einer der Gewerken und schließlich Eigentümer der Olsberger Hütte.
Zur Zeit von Friedrich Caspar Kropff wurde 1854 eine Dampfmaschine installiert und ein Jahr später ein Kupolofen errichtet. Das war eine Voraussetzung für die Entwicklung hin zu einem Gießereibetrieb. Im Jahr 1856 war er an einem Vorbereitungstreffen zur Gründung der Aplerbecker Hütte beteiligt. Er war auch Repräsentat des Bergwerks Grube Eisenberg.
Er wurde bei der Wahl zum Abgeordnetenhaus erstmals 1862 im Wahlkreis Lippstadt-Arnsberg-Brilon gewählt. Er gehörte dem gemäßigt liberalen linken Zentrum unter Führung von Florens von Bockum-Dolffs an. Bei den Wahlen 1863 und 1866 wurde er wiedergewählt. Vor der Wahl zum konstituierenden Reichstag des Norddeutschen Bundes erklärte er sich zur Kandidatur noch bereit. Er verstarb aber vorher.
Sein Sohn war Kaspar Kropff (1835–1888) der das Unternehmen übernahm.